# ورکبار علیا
ورکبار علیا (ساوه)، روستایی از توابع بخش نوبران شهرستان ساوه در استان مرکزی ایران است. آب و هوایی با زمستان های سخت و تابستان های خنکی دارد  

## جمعیت
این روستا در دهستان کوهپایه قرار دارد و براساس سرشماری مرکز آمار ایران در سال ۱۳۸۵، جمعیت آن ۹۲ نفر (۳۴خانوار) بوده‌است.

## نگارخانه

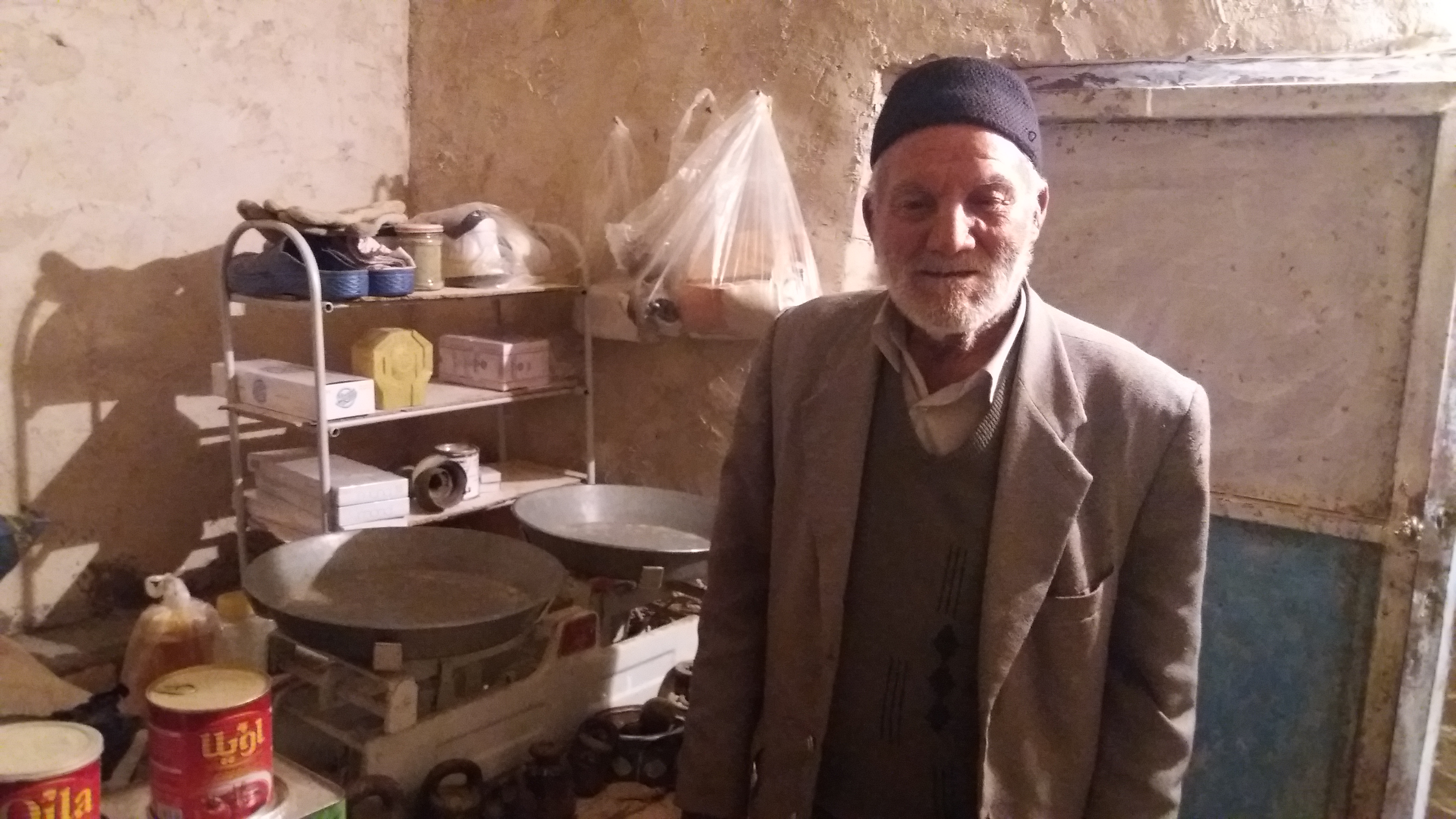
بقال ورکباری

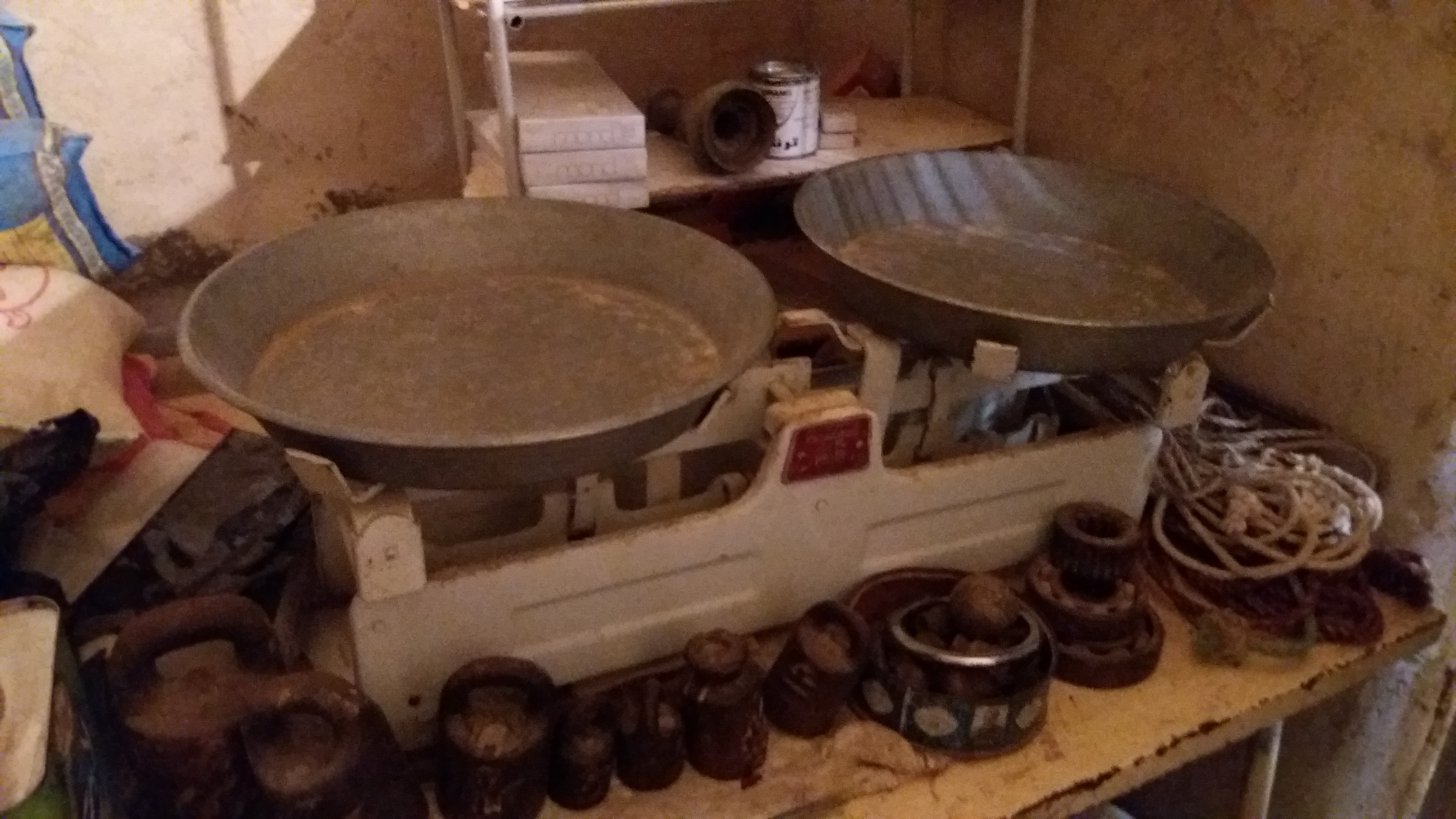
سنگ و ترازو